# Camponotus amaurus
Camponotus amaurus é uma espécie de inseto do gênero Camponotus, pertencente à família Formicidae.